# Gâche de Normandie
La gâche est une très vieille spécialité culinaire originaire de Normandie. Le Dictionarie of the French and English Tongue de Randle Cotgrave de 1611 présente la « gasche » comme « un gâteau de Normandie ».
Il s’agit d’une brioche obtenue à partir de farine mélangée dans la moitié de son poids en lait et le quart de son poids en beurre doux avec de la levure de boulanger, des œufs et du sel, façonnée en forme de pain, ciselée et cuite environ trois quarts d’heure à four moyen après avoir levé une seule fois.